# Matthieu Ugalde
Pour les articles homonymes, voir Ugalde.
Pas d'image ? Cliquez ici

a Compétitions nationales et continentales officielles uniquement.

Dernière mise à jour le 25 septembre 2023.
Matthieu Ugalde, né le 10 juin 1992 à Bayonne (Pyrénées-Atlantiques), est un joueur français de rugby à XV. Il évolue au poste de demi d'ouverture.

## Biographie
Matthieu Ugalde naît le 10 juin 1992 à Bayonne. Il étudie au collège-lycée privé Largenté. Il est titulaire d'un BTS management des unités commerciales (MUC).

### Famille
Son grand-père paternel a été huissier de justice à Bayonne.
Son père, Yves Ugalde, est une figure locale de la ville. Il est homme politique, humoriste, journaliste et homme de radio. Il est élu conseiller municipal de Bayonne en 2008.

### Débuts
Il évolue en Crabos et cadet, puis il intègre le centre de formation de l'Aviron bayonnais.
En 2014, il prolonge d'une saison à l'Aviron bayonnais,.
En 2015, il signe avec le CA Brive.
Le 22 septembre 2016, Matthieu Ugalde est suspendu 14 semaines par la commission de discipline de la LNR pour avoir effectué une fourchette sur Armand Batlle lors du match Grenoble-Brive le 11 septembre 2016,,.
En 2018, il signe avec le FC Grenoble comme joueur supplémentaire jusqu'à la fin de la saison,,,.
En 2019, il signe avec le Soyaux Angoulême XV.

## Style de jeu
Matthieu Ugalde est d'abord utilisé comme centre à l'Aviron bayonnais, puis comme ouvreur au CA Brive il est ensuite repositionné à ce poste.